# Chrystian & Ralf
Chrystian & Ralf è stato un duo musicale brasiliano, una delle più note "duplas" del genere sertanejo. Era formato dai fratelli José Pereira da Silva Neto, noto come Chrystian (Goiânia, 3 novembre 1956 - San Paolo, 19 giugno 2024), e Ralf Richardson da Silva,  conosciuto semplicemente come Ralf (Goiânia, 15 giugno 1961).

## Storia
Il duo si costituì all'inizio degli anni '80. Nel decennio precedente Chrystian aveva intrapreso una carriera da solista incidendo alcuni dischi in inglese, coi quali conseguì un certo successo (in particolare il brano Don't Say Goodbye rimase per 19 settimane al primo posto nella classifica dei singoli più venduti in Brasile).
La "dupla" pubblicò 20 album, 32 raccolte e 2 DVD acustici. Vinsero 15 dischi d'oro, 9 dischi di platino e 4 dischi di diamante. La loro canzone più fortunata fu senza dubbio Minha Gioconda, cantata insieme ad Agnaldo Rayol e inserita nella telenovela O Rei do Gado, con oltre 1 milione di copie vendute in Brasile e all'estero. Divennero molto popolari in tutta l'America Latina, con le traduzioni in spagnolo delle loro hits, e nel 1988 si fecero conoscere anche negli USA, dove si esibirono più volte. In quello stesso anno vinsero un Premio Sharp, primi e finora unici artisti di musica sertaneja a ricevere tale riconoscimento.
Nel 2000 il duo si separò e Ralf incise un CD contenente brani in italiano, tra cui Temporale d'amore, cover di Temporal do amor, canzone già eseguita insieme a Chrystian (ma facente originariamente parte del repertorio di un'altra coppia sertaneja, Leandro & Leonardo). L'anno seguente i due fratelli ripresero a cantare insieme. Nel 2021 avvenne lo scioglimento definitivo, dopo 40 anni di attività.
Chrystian è morto il 19 giugno del 2024, a 67 anni, in un ospedale di San Paolo, per le complicazioni di una malattia policistica renale diagnosticatagli solo poco tempo prima.